# Lucenay-le-Duc
Lucenay-le-Duc är en kommun i departementet Côte-d'Or i regionen Bourgogne-Franche-Comté i östra Frankrike. Kommunen ligger i kantonen Montbard som tillhör arrondissementet Montbard. År 2022 hade Lucenay-le-Duc 197 invånare.

## Befolkningsutveckling
Antalet invånare i kommunen Lucenay-le-Duc
Referens:INSEE